# Trioza asiatica
Trioza asiatica är en insektsart som först beskrevs av Crawford 1915.  Trioza asiatica ingår i släktet Trioza och familjen spetsbladloppor. Inga underarter finns listade i Catalogue of Life.